# Lauro de Freitas
Lauro de Freitas város Brazíliában, Bahia államban. Lakosainak száma 203 331 fő (2022). Lauro de Freitas Salvador da Bahia, Camaçari és Simões Filho községekkel határos.

## Népesség
A település népességének változása:
| Lakosok száma | 113 543 | 163 449 | 191 436 | 201 635 | 204 669 | 203 331 |
|               | 2000    | 2010    | 2015    | 2020    | 2021    | 2022    |